# 山中美和子
山中 美和子（やまなか みわこ、1978年5月24日 - ）は、日本の元陸上競技選手。専門は長距離走。現ダイハツ女子陸上部監督。

## 経歴
奈良県香芝市出身。香芝市立香芝中学校から奈良県立添上高等学校、筑波大学を経てダイハツで選手生活を送る。
添上高校時代は、全国高校女子駅伝に1年時の1994年第6回大会から3年間エース区間の1区を走った。2学年上のエスタ・ワンジロ（仙台育英 ）や千葉真子（宇治）、1学年上で3年時に1区だった川島亜希子（須磨学園）、同学年で2・3年時に出場しいずれも1区区間賞だったアン・ワムチ（仙台育英）、3年時に1区だった秦由華（市立船橋）、2・3年時に出場しいずれも1区14位・3位だった渋井陽子（那須拓陽）らを相手に3位（19:59）・3位（19:51）・2位（19:19）と快走した。また、都道府県対抗女子駅伝（全国女子駅伝）には、中学時代から出場して何度か区間賞を獲得した。2020年に廣中璃梨佳に破られるまで長く1区の区間記録保持者（ダイハツ時代の2003年第21回大会）だった。
なお、同じコースを使う全国女子駅伝と全国高校女子駅伝の1区6㎞で19分を切る18分台の記録はわずか3名（山中美和子、新谷仁美2回、廣中璃梨佳）で計4回しかない。
筑波大学時代の1999年第17回全日本大学女子駅伝にチームが初優勝し、1区を走ったが区間賞は赤羽有紀子（城西大）にさらわれた。筑波大卒業後の2001年4月、ダイハツ入社。
現役引退後はダイハツでコーチを務め、2019年10月より監督に就任した。
また、2017年、第65回兵庫リレーカーニバルでは、日本陸連女子長距離マラソン部コーディネーター／ダイハツのコーチとして、サンテレビでの解説を務めている。

## 主な記録
| 年     | 大会                         | 種目           | 順位     | 備考          |
| ------ | ---------------------------- | -------------- | -------- | ------------- |
| 1992年 | 都道府県対抗女子駅伝         | 3区            | 区間賞   | 奈良県12位    |
| 1993年 | 都道府県対抗女子駅伝         | 3区            | 区間賞   | 奈良県22位    |
| 1994年 | 都道府県対抗女子駅伝         | 3区            | 区間賞   | 奈良県15位    |
| 1996年 | 世界ジュニア選手権           | 3,000m         | 7位      |               |
| 1997年 | 夏季ユニバーシアード         | 10,000m        | 3位      |               |
| 2001年 | 神戸全日本女子ハーフマラソン | ハーフマラソン | 優勝     |               |
| 2002年 | 都道府県対抗女子駅伝         | 1区            | 区間賞   | 奈良県37位    |
|        | 福岡国際クロスカントリー     | シニア         | 優勝     |               |
|        | 世界クロスカントリー選手権   | シニア         | 4位      | 日本チーム4位 |
|        | 織田記念国際陸上             | 5000m          | 優勝     |               |
|        | 水戸国際陸上                 | 10000m         | 優勝     |               |
|        | 日本陸上選手権               | 10000m         | 3位      |               |
| 2003年 | 都道府県対抗女子駅伝         | 1区            | 区間記録 | 奈良県37位    |
| 2005年 | 都道府県対抗女子駅伝         | 1区            | 区間2位  | 大阪府6位     |
|        | 千葉クロスカントリー大会     | 女子6,000m     | 優勝     |               |